# Esque
Die Esque ist ein Fluss in Frankreich, der in der Region Normandie verläuft. Sie entspringt im Gemeindegebiet von Cerisy-la-Forêt, im Naturschutzgebiet Forêt de Cerisy, entwässert generell Richtung Nord bis Nordwest, erreicht den Regionalen Naturpark Marais du Cotentin et du Bessin und mündet nach insgesamt rund 21 Kilometern im Gemeindegebiet von Colombières als linker Nebenfluss in die Aure. Auf seinem Weg durchquert die Esque die Départements Département Manche und Département Calvados.

## Orte am Fluss
(Reihenfolge in Fließrichtung)
- Cerisy-la-Forêt
- Saint-Martin-de-Blagny
- Bernesq

## Sehenswürdigkeiten
- Manoire de la Rivière, Herrenhaus aus dem 16. Jahrhundert am Fluss, im Gemeindegebiet von Sainte-Marguerite-d’Elle – Monument historique[4]